# Matthias Wimmer
Matthias Wimmer (* 26. Januar 1879 in Seeham, Salzburg; † 18. Dezember 1943 in Salzburg) war ein österreichischer Politiker der Großdeutschen Volkspartei (GdP).

## Ausbildung und Beruf
Nach dem Besuch der Volksschule wurde er  Fischereibesitzer in Seeham.

## Politische Funktionen
- Mitglied des Gemeinderates von Seeham

## Politische Mandate
- 4. März 1919 bis 9. November 1920: Mitglied der Konstituierenden Nationalversammlung, GdP
- 10. November 1920 bis 20. November 1923: Mitglied des Nationalrates (I. Gesetzgebungsperiode), GdP